# Popoz
Popoz (Eigenschreibweise POPOZ; deutsch etwa Bullen) ist eine niederländische Comedy-Serie. Regie führen Martijn Smits und Erwin van den Eshof.
Jede Folge besteht aus einer Anzahl von verschiedenen Sketchen und dauert ungefähr 22 Minuten. Die Sketche variieren, nur die beiden Polizisten Ivo (Huub Smit) und Randy (Sergio Hasselbaink), die sich wie in einem amerikanischen Polizeidrama verhalten, tauchen in jeder Folge auf. Sie werden immer wieder in Situationen gebracht, in denen sie sich verschätzen und unangemessen verhalten. Bisher wurden zwölf Folgen produziert und ausgestrahlt. Darüber hinaus wurde ein Making-of der Fernsehserie ausgestrahlt.
Die erste deutsch synchronisierte Folge wurde am 20. April 2014 auf Comedy Central Deutschland ausgestrahlt.
In Polen wird die Fernsehserie seit dem 15. Februar 2014 unter dem Titel Gliny auf Comedy Central Polska gezeigt. Die sechs Folgen der zweiten Staffel wurden vom 24. Mai bis zum 28. Juni 2015 wöchentlich am Sonntagabend auf Comedy Central Deutschland gezeigt. Sie wurden in den Niederlanden bereits ab dem 2. November 2014 ausgestrahlt. Die beiden niederländischen Hauptdarsteller der Polizisten haben die deutsche Synchronisation der zweiten Staffel selbst durchgeführt und parallel dazu eine Neusynchronisation der ersten Staffel gemacht.  Der vom November 2014 bis Januar 2015 gedrehte Popoz-Film, in dem auch Yolanthe Sneijder-Cabau und Pierre Bokma mitspielen, kam am 8. Oktober 2015 in die niederländischen Kinos.

## Besetzung

### Hauptfiguren
| Schauspieler       | Rolle | Synchronsprecher   | Beschreibung       |
| ------------------ | ----- | ------------------ | ------------------ |
| Huub Smit          | Ivo   | Matthias Klimsa    | weißer Polizist    |
| Sergio Hasselbaink | Randy | Jan-David Rönfeldt | schwarzer Polizist |

### Nebenfiguren
| Schauspieler     | Rolle                                                 | Synchronsprecher | Beschreibung |
| ---------------- | ----------------------------------------------------- | ---------------- | --- |
| Noel Deelen      | Coco                                                  |                  | unbeholfener Praktikant bei der Polizei. |
| Edwin Alofs      | Mattieu                                               | Tetje Mierendorf | kleinwüchsiger Mann, der als Lockvogel fungiert, um Pädophile in die Falle zu locken. |
| Uriah Arnhem     | Ewig fröhlicher Ganove / Folterknecht / Vanilla Fudge |                  | - - Dunkelhäutiger Räuber, der Ivo und Randy in jeder Situation, in der er die Oberhand gewinnt, dazu zwingt, Homosexuelle zu spielen. - Hier ein etwas brutaler, aber ungeschickterer Folterexperte, der unvorsichtig mit der laufenden Kettensäge rumfuchtelt… - Gangsta-Rapper Vanilla Fudge ist ein hyperaktiver Star und Poser seiner Zunft, und damit eigentlich selber seine größte Gefahr. Fummelt gerne mit den Schusswaffen seiner Beschützer rum, und macht seinem Umfeld derartig das Leben schwer. |
| Ancilla Tilia    | Leo                                                   |                  | Gerichtsmedizinerin, die verführerische Kleidung trägt. Von ihr haben Ivo und Randy Tagträume mit erotischem Inhalt, darunter ein Striptease von Leo. |
| Gert-Jan de Warm | Norbert                                               |                  | männlicher Kollege der Gerichtsmedizinerin Leo. |
| Markoesa Hamer   | Annabel                                               |                  | Lehrerin an einer Grundschule, in der Ivo und Randy regelmäßig ihre Polizeiarbeit vorstellen. |